# بوابة المقصب

أحياء مدينة الكويت قديماً.

بوابة المقصب أو دروازة المقصب ، هي بوابة في سور الكويت ، موقعها في ساحل الشويخ. كان القصابون يمرون منها متجهين إلى المقصب الذي كان موجودا هناك، وهي أيضا التي بقرب الكنيسة الكاثوليكية وكدلك ساحة العلم وهي احدث البوابات التي في السور واصغرها واقلها من ناحية الاهميه وقد بنيت هذه البوابة متأخرا نسبيا في عهد الشيخ أحمد الجابر الصباح .